# 埼玉大学の人物一覧
埼玉大学の人物一覧（さいたまだいがくのじんぶついちらん）は、埼玉大学に関係する人物の一覧記事。理工学部出身者は、出身学科が分かる場合など可能な限り理学部、工学部に分ける。

## 教員

### 過去の教員
- 安達忠夫 - 教養学部教授（ドイツ文学）、瑞宝中綬章受章
- 有賀夏紀 - 教養学部教授（アメリカ史）、アメリカ学会会長(2008-2010)
- 伊藤勝彦 - 教養学部教授（哲学）
- 伊藤博明 - 教養学部教授（中世ヨーロッパ思想史）
- 岡崎勝世 - 教養学部教授（ドイツ思想史）
- 奥本大三郎 - 教養学部教授（仏文学）、ファーブル昆虫館館長、読売文学賞・産経児童出版文化賞・サントリー学芸賞・菊池寛賞受賞、瑞宝中綬章受章
- 加藤泰建 - 教養学部教授（文化人類学、古代アンデス文明）、副学長、ペルー政府功労勲章受章(1986)、瑞宝中綬章受章
- 霧生和夫 - 教養学部教授（仏文学）、レジオンドヌール勲章シュヴァリエ章受章、瑞宝中綬章受章
- 佐藤敬三 - 教養学部教授（科学論）
- 長谷川三千子 - 教養学部教授（哲学）、日本会議代表委員、和辻哲郎文化賞受賞、産経新聞オピニオン面「正論」執筆者。
- 山口仲美 - 教養学部教授（日本語学）、紫綬褒章受章、瑞宝中綬章受章、文化功労者
- 吉田康彦 - 教養学部教授（国際関係論）
- 吉田精一 - 教養学部教授（国文学）、日本学士院会員、日本芸術院賞受章、勲二等瑞宝章受章
- 吉村融 - 教養学部教授（仏文学）、瑞宝重光章受章
- 市村緑郎 - 教育学部教授（彫刻）、2006年度日本芸術院賞受賞、日本芸術院会員、正四位、旭日単光章受章
- 須甲鉄也 - 教育学部教授（動物学）、第6代学長、旭日重光章受章
- 高田誠 - 教育学部講師（洋画）、文化功労者、日本芸術院賞受賞、日本芸術院会員、浦和画家の一人
- 暉峻淑子 - 教育学部教授（生活経済学）
- 土肥泰 - 教育学部教授（音楽）、名誉教授
- 野口源三郎 - 教育学部教授（体育）、元教育学部長、名誉教授[1]
- 野瀬清喜 - 教育学部教授（柔道）、ロサンゼルスオリンピック柔道銅メダル、アトランタオリンピック女子柔道監督
- 岡部恒治 - 経済学部教授（数学）
- 奥山忠信 - 経済学部教授（貨幣論）
- 貝山道博 - 経済学部教授（公共経済学）、経済学部長（1998-2002）、副学長を経て、山形大学人文学部法経政策学科教授
- 後藤和子 - 経済学部教授（文化経済学）、文化経済学会〈日本〉会長
- 西山賢一 - 経済学部教授（複雑系の経済学）
- 井上弘一 - 理学部教授（遺伝学）
- 町田武生 ‐ 理学部教授（神経生物学・実験老年学）、理学部長（2006‐2008）、副学長（2008‐2009）、学長特別補佐（2009‐2010）、瑞宝中綬章受賞
- 毛利信男 - 理学部教授（物性物理学）
- 和達清夫 - 第4代学長（地震学）、文化勲章受章
- 川上英二 - 地圏科学研究センター教授（地震工学）
- 佐藤邦明 - 工学部教授（地圏科学研究センター）
- 佐藤勇一 - 工学部教授（振動学）、副学長を経て、タムロン取締役
- 伏見譲 - 工学部教授（進化分子工学）、瑞宝中綬章受章

### 現職教員
- 一ノ瀬俊也 - 教養学部教授、日本近現代史
- 加地大介 - 教養学部教授、哲学
- 高畑悠介 - 教養学部准教授、イギリス文学
- 有川秀之 - 教育学部教授、陸上競技、日本陸連男子短距離コーチ、アジア大会陸上短距離代表
- 岩川直樹 - 教育学部教授、教育方法学
- 大朝由美子 - 教育学部准教授、天文学
- 菊原伸郎 - 教育学部准教授、コーチ学
- 重川純子 - 教育学部教授、家族経営学
- 坂井貴文 - 理学部教授、学長、内分泌学

## 出身者（教養学部）
- 小松和彦 - 国際日本文化研究センター所長、文化功労者、紫綬褒章、瑞宝重光章受章
- 川中子義勝 - 東京大学名誉教授
- 柴宜弘 - 東京大学名誉教授
- 若井克俊 - 京都大学大学院経済学研究科長・教授
- 定形衛 - 名古屋大学法学部教授
- 須藤健一 - 国立民族学博物館館長、堺市博物館館長
- 安川一 - 一橋大学大学院社会学研究科教授、一橋大学大学院社会学研究科長
- 中山徹 - 一橋大学大学院言語社会研究科教授
- 加島潤 - 慶應義塾大学経済学部教授
- 中牧弘允 - 国立民族学博物館民族文化研究部教授（宗教人類学、経営人類学）、吹田市立博物館館長、アマゾン日伯功労勲章(2005)
- 菊池努 - 青山学院大学副学長、元ブリティッシュコロンビア大学客員教授、アジア・太平洋賞特別賞
- 杉山祐子 - 弘前大学人文学部教授
- 小熊正久 - 山形大学人文学部教授
- 園田博文 - 山形大学地域教育文化学部准教授
- 平久江祐司 - 筑波大学大学院図書館情報メディア研究科教授
- 長谷川万由美 - 宇都宮大学教育学部教授
- 金田章宏 - 千葉大学国際教育開発センター教授
- 神戸和昭 - 千葉大学文学部教授
- 谷部弘子 - 東京学芸大学留学生センター教授
- 吉野晃 - 東京学芸大学教育学部教授
- 高知尾仁 - 東京外国語大学アジア・アフリカ言語文化研究所准教授
- 中野弘美 - 横浜国立大学国際社会科学研究科教授
- 古賀豊 - 新潟大学人文学部准教授
- 小二田誠二 - 静岡大学人文学部教授
- 日野安昭 - 名古屋工業大学大学院工学研究科教授
- 石井眞夫 - 三重大学人文学部教授
- 西谷地晴美 - 奈良女子大学教授
- 葭森健介 - 徳島大学総合科学部教授
- 杉谷恭一 - 熊本大学文学部教授
- 高山英男 - 大分大学経済学部教授
- 深澤建次 - 埼玉大学教養学部教授
- 水野博介 - 埼玉大学教養学部教授
- 宮田伊知郎 - 埼玉大学教養学部教授、埼玉大学教養学部長
- 藤田総平 - 埼玉大学経済学部教授
- 渡邊欣雄 - 首都大学東京都市教養学部教授、日本文化人類学会会長
- 高橋薫 - 中央大学法学部教授。2003年、『ラブレーの宗教』（L. Febvre著）で日本翻訳家協会翻訳特別賞受賞
- 小川博司 - 関西大学社会学部名誉教授・社会学部長
- 加藤基 - 在ガボン共和国大使、瑞宝中綬章受章
- 滝澤三郎 - 国際連合難民高等弁務官事務所財務局長
- 並木正芳 - 衆議院議員(自由民主党)、内閣府政務官、環境大臣政務官、旭日重光章受章
- 長沼明 - 志木市長
- 賴髙英雄 - 蕨市長
- 佐々木亜希子 - 活動弁士
- 引地洋輔 - 歌手（RAGFAIRのメンバー）、代表曲「ココロ予報」、「LIVEラリー」、「Summer Smile」、「半熟ラプソディ」、「Song for you」、「記念日だらけのカレンダー」、「フラっとしちゃってゴメンなさい」、「regret」
- 沖谷昇 - NHKアナウンサー
- 塩原恒夫 - フジテレビアナウンサー
- 山田恭弘 - 関西テレビアナウンサー
- 石原壮一郎 - コラムニスト
- 増田明男 - フジテレビ元アナウンサー、現在解説委員、所沢アマチュア無線クラブ会長
- 妹尾友里江 - ファッションモデル、タレント
- 高坂友衣 - お笑いタレント（ばーん）
- 田中重穂 - NECキャピタルソリューション代表取締役社長
- 鶴谷武親 - ジープラ代表取締役社長・ポリゴンマジック代表取締役社長
- 山岸真 - SF翻訳者
- 椿正晴 - 翻訳者
- 銀色夏生 - 詩人、写真家、詩集の発行部数は1150万部を超える
- 橘賢一 - 漫画家、『テラフォーマーズ』（2200万部）作画担当
- 貴家悠 - 漫画家、『テラフォーマーズ』（2200万部）原作担当
- 鍛冶俊樹 - 軍事ジャーナリスト
- 下斗米千寿子 - ヴァイオリニスト
- 引地渉 - イラストレーター。2004年HBファイルコンペ大賞（鈴木成一賞）受賞
- 林雄司 - イラストレーター。@niftyのデイリーポータルZウェブマスター。
- 遠藤勝信 - 東京女子大学現代教養学部教授

## 出身者（教育学部）
- 田中秀昌 - 柔道家。講道館杯で優勝経験を持つ。
- 溝口紀子 - 柔道家。バルセロナオリンピック女子柔道銀メダル、静岡文化芸術大学教授
- 長井淳子 - 柔道家。田村亮子と10度対戦して全敗も、一本負けなし
- 岡崎綾子 - 柔道家。
- 石田智子 - 陸上競技選手、短距離走。
- 笠井香織 - サッカー選手
- 松本暁司 - サッカー選手、サッカー指導者
- 石井博 - 早稲田大学名誉教授、瑞宝中綬章受章
- 芦田実 - 埼玉大学教育学部教授
- 清水誠 - 埼玉大学教育学部教授
- 田村均 - 埼玉大学教育学部教授
- 新井淑子 - 埼玉大学教育学部教授
- 新井浩 - 福島大学教授
- 坂井俊樹 - 東京学芸大学教育学部教授
- 橋本創一 - 東京学芸大学教授
- 相庭和彦 - 新潟大学教育学部教授
- 三村隆男 - 上越教育大学准教授
- 浅野秀重 - 金沢大学教授
- 新井博 - 福井大学教育地域科学部教授
- 水沢利栄 - 福井大学教育地域科学部教授
- 佐藤史人 - 和歌山大学教育学部教授
- 藤村好美 - 群馬県立女子大学教授
- 松永あけみ - 群馬大学教育学部教授
- 稲田浩 - 声楽家、群馬大学教授
- 高橋正弘 - 大正大学人間学部教授
- 鳥羽亮 - 小説家、第36回江戸川乱歩賞受賞、著作数は386冊
- 沢万里子 - 翻訳家
- 鈴木倫 - 漫画家
- 根岸右司 - 洋画家、日本芸術院賞受賞、日本芸術院会員、旭日中綬章受章
- 秋尾敏 - 俳人、俳論家
- 宮田修 - NHKエグゼクティブアナウンサー
- 久保田祥江 - SBC信越放送アナウンサー
- 大木瞳美 - 高知放送アナウンサー
- 北山雅史 - 栄光ゼミナール創業者
- 渡辺雅史 - 放送作家
- 宮田健男 - ストリートダンサー
- 三遊亭天どん - 落語家
- 西千春 - モデル、レースクイーン
- 新井保美 - 埼玉県吉見町長
- 橋本光男 - 埼玉県副知事、全国知事会事務総長、瑞宝中綬章受章
- 森田光一 - 埼玉県東松山市長
- 警備員 - お笑い芸人。ハチカイ

## 出身者（経済学部）
- 佐藤正広 - 一橋大学名誉教授
- 西村隆男 - 横浜国立大学名誉教授
- 是川晴彦 - 山形大学人文学部教授
- 小黒啓一 - 静岡県立大学国際関係学部教授
- 平田純一 - 立命館大学教授
- 加納孝政 - 歌手（RAGFAIRのメンバー）、代表曲「白い天使が降りてくる」
- 畑嶋恵理奈 - 山陽放送契約アナウンサー（フリー）
- 三遊亭彩大 - 落語家
- 譜久山當則 - 沖縄振興開発金融公庫理事長
- ミロイコ・スパイッチ[2][3] - モンテネグロ首相
- 山根隆治 - 参議院議員(民主党)　外務副大臣、民主党副幹事長、旭日重光章受章
- 勝又恒一郎 - 衆議院議員（民主党）、松下政経塾出身
- 竹田光明 - 衆議院議員（民主党）
- 舘逸志 - 国土交通省政策統括官、内閣官房内閣審議官、タイ王国国家経済社会開発庁顧問、名誉大英勲章BEM（British Empire Medal）受章

## 出身者（理学部）
- 池澤夏樹 - 小説家・詩人・翻訳家、芥川賞受賞、『世界文学全集』・『日本文学全集』を個人編集、紫綬褒章・朝日賞・フランス芸術文化勲章オフィシエ受章、日本芸術院会員
- 小林めぐみ - 作家
- 櫻田智也 - 小説家、日本推理作家協会賞・本格ミステリ大賞受賞
- 竹間忠夫 - 経済ジャーナリスト
- 若林洋平 - 参議院議員（自由民主党）、静岡県御殿場市長（4期）
- 梶田隆章 - 東京大学宇宙線研究所所長・卓越教授・特別栄誉教授、日本学術会議会長、2015年ノーベル物理学賞受賞
- 兵藤晋 - 東京大学大気海洋研究所所長・教授
- 青木直大 - 東京大学教授
- 伊藤秋男 - 京都大学教授
- 浅見耕司 - 京都大学准教授
- 林実樹廣 - 北海道大学名誉教授
- 古川英光 - 山形大学教授
- 野村真理 - 金沢大学教授
- 須田貴司 - 金沢大学教授
- 蓮見惠司 - 東京農工大学農学部名誉教授
- 高橋信介 - 弘前大学理工学部准教授
- 上村松生 - 岩手大学農学部教授
- 栗原秀幸 - 福島大学教授
- 小野高明 - 茨城大学工学部教授
- 大塚富美子 - 茨城大学理学部准教授
- 高田和正 - 群馬大学工学部教授
- 柿井一男 - 宇都宮大学工学部教授
- 友松篤信 - 宇都宮大学国際学部教授
- 白楽ロックビル（林正男） - お茶の水女子大学名誉教授
- 大谷裕之 - 横浜国立大学教授
- 本田建 - 山梨大学工学部教授
- 宮川洋三 - 山梨大学教授
- 吉原久夫 - 新潟大学理学部名誉教授
- 碇寛 - 静岡大学教育学部教授
- 林田信明 - 信州大学教授
- 杉森保 - 富山大学薬学部准教授
- 露峰茂明 - 三重大学教育学部教授
- 蒲生啓司 - 高知大学教育学部教授
- 冨塚明 - 長崎大学環境科学部准教授
- 小澤政之 - 鹿児島大学医学部教授
- 滝川洋二 - 理科教育研究者、東海大学教授、文部科学大臣表彰科学技術賞受賞
- 石井昭彦 - 埼玉大学理学部教授、埼玉大学理学部長、副学長
- 井上直也 - 埼玉大学理学部教授
- 金子康子 - 埼玉大学教育学部名誉教授
- 杉原儀昭 - 埼玉大学理学部准教授
- 田中秀逸 - 埼玉大学理学部教授
- 円谷陽一 - 埼玉大学理学部教授
- 長谷川登志夫 - 埼玉大学理学部准教授
- 松本幸次 - 埼玉大学理学部教授
- 秋山豊子 - 慶應義塾大学法学部教授
- 池田薫 - 慶應義塾大学経済学部教授
- 光道隆 - 慶應義塾大学経済学部名誉教授
- 前田吉昭 - 数学者、慶應義塾大学理工学部名誉教授、COE拠点リーダー
- 石原浩二 - 早稲田大学理工学部教授
- 小峰健嗣 - 三菱ウェルファーマ代表取締役社長
- 深瀬弘恭 - インターネットイニシアティブ創業者・代表取締役社長
- 細矢雅弘 - 東芝研究開発センター主席技監、2007年度紫綬褒章受章

## 出身者（工学部）
- 柿本浩一 - 九州大学名誉教授、国際結晶成長機構（IOCG）会長、日本結晶成長学会会長
- 荒木純道 - 東京工業大学名誉教授、電子情報通信学会エレクトロニクスソサイエティ会長
- 今中國泰 - 東京都立大学名誉教授
- 石川赴夫 - 群馬大学工学部教授
- 片岡俊一 - 弘前大学理工学部教授
- 羽渕裕真 - 茨城大学工学部教授
- 堀辺忠志 - 茨城大学工学部准教授
- 宮嶋照行 - 茨城大学工学部教授
- 古神義則 - 宇都宮大学工学部教授
- 塙雅典 - 山梨大学工学部教授
- 早川知克 - 名古屋工業大学教授
- 篠原寛明 - 富山大学教授
- 青木良夫 - 埼玉大学工学部准教授
- 池野順一 - 埼玉大学大学院理工学研究科教授
- 内田秀和 - 埼玉大学工学部教授
- 奥井義昭 - 埼玉大学工学部教授、埼玉大学工学部長
- 柿崎浩一 - 埼玉大学工学部准教授
- 金子裕良 - 埼玉大学工学部教授
- 鎌田憲彦 - 埼玉大学工学部教授
- 小林秀彦 - 埼玉大学工学部教授
- 小林信一 - 埼玉大学工学部教授
- 齊藤正人 - 埼玉大学工学部教授
- 杉山和夫 - 埼玉大学工学部准教授
- 照沼大陽 - 埼玉大学工学部教授
- 羽石操 - 埼玉大学工学部教授
- 深堀清隆 - 埼玉大学大学院理工学研究科准教授
- 本多善太郎 - 埼玉大学工学部教授
- 本間俊司 - 埼玉大学工学部教授
- 前川仁 - 埼玉大学工学部教授
- 谷治環 - 埼玉大学工学部教授
- 柳瀬郁夫 - 埼玉大学工学部准教授
- 山口宏樹 - 埼玉大学工学部教授、第12代学長、大学入試センター理事長
- 山辺正 - 埼玉大学工学部准教授
- 綿貫啓一 - 埼玉大学工学部教授、先端産業国際ラボラトリー所長
- 新井和広 - 慶應義塾大学商学部教授、元日本中東学会事務局長
- 稲垣裕介 - ユーザベース創業者・元CEO、元ニューズピックス代表取締役
- 大森陽一 - 特許庁特許技監、知的財産研究教育財団理事長、瑞宝中綬章受章
- 椎橋章夫 - 技術者、JR東日本メカトロニクス社長、Suica開発者（プロジェクトX第181回「執念のICカード 16年目の逆転劇」出演）
- 加藤慶之 - 歌手（RAGFAIRのメンバー）、代表曲「In My Heart」（作詞・作曲）、「懐かしさと少しの時間」・「昼寝」（作曲。作詞は2曲とも奥村政佳）
- 大野治夫 - 気象予報士
- 山本アリフレッド - 漫画家
- 宮崎勝 - 参議院議員（公明党）、環境大臣政務官、参議院外交防衛委員長
- 山川宗玄 - 臨済宗妙心寺派 正眼僧堂師家

## 出身者（文理学部）

### 企業
- 林野宏 - クレディセゾン代表取締役社長、経済同友会副代表幹事
- 金山精三郎 - ワイズテーブルコーポレーション創業者・代表取締役会長
- 池田典義 - アイネット創業者・代表取締役会長、神奈川県情報サービス産業協会会長、横浜商工会議所副会頭
- 木内征司 - 東京都住宅供給公社理事長、東京都地下鉄建設代表取締役社長、東京都財務局長

### 学者・研究者
- 堀部政男 - 一橋大学名誉教授、一橋大学法学部長(1994-1996)、内閣府個人情報保護委員会委員長、瑞宝重光章受章
- 吉川良和 - 一橋大学社会学部教授
- 鎌倉孝夫 - 東日本国際大学学長、埼玉大学経済学部長(1988-1991)、宇野派経済学者
- 森沢正昭 - 東京大学名誉教授、山形大学理学部教授
- 大森正之 - 東京大学名誉教授、埼玉大学理学部教授
- 加藤栄一 - 東京大学史料編纂所教授
- 中山重蔵 - 埼玉大学理学部教授、東京大学大学院理学系研究科教授、埼玉大学副学長
- 山野清二郎 - 埼玉大学教養学部教授、瑞宝中綬章受章
- 松丸国照 - 埼玉大学教育学部教授、瑞宝中綬章受章
- 中原弘雄 - 埼玉大学理学部教授
- 角田史雄 - 埼玉大学工学部教授
- 坂本和彦 - 埼玉大学大学院理工学研究科教授、埼玉大学工学部長、埼玉県環境科学国際センター総長、環境省中央環境審議会会長代理
- 原島礼二 - 埼玉大学教養部教授
- 堀口万吉 - 埼玉大学教養部教授、瑞宝中綬章受章
- 都築正信 - 埼玉大学教養学部教授、瑞宝中綬章受章
- 丹下博之 - 埼玉大学経済学部教授、瑞宝中綬章受章
- 四元忠博 - 埼玉大学経済学部教授
- 大野和美 - 埼玉大学経済学部教授
- 小林公三 - 埼玉大学理学部教授
- 田辺孝哉 - 埼玉大学理学部教授、埼玉大学教養部長、瑞宝中綬章受章
- 高島勲 - 秋田大学教授
- 江沢康生 - 愛媛大学理学部教授
- 田中章介 - 新潟大学経済学部教授
- 蔦川正義 - 佐賀大学経済学部教授、佐賀大学経済学部長(1993-1997)
- 宮入興一 - 長崎大学経済学部教授
- 山里清 - 琉球大学理工学部教授、琉球大学理工学部長（1981-1984）
- 西尾修 - 慶應義塾大学経済学部教授
- 林瑛二 - 慶應義塾大学法学部教授
- 森秀樹 - 立教大学文学部教授
- 小林武雄 - 東京理科大学理工学部教授

### 政治家
- 矢島恒夫 - 衆議院議員(日本共産党)、通算4期

### その他
- 原裕 - 俳人、鹿火屋主宰、俳人協会常務理事、日本文学風土学会理事
- 永井淳 - 翻訳家
- 豊島継男 - 教育ジャーナリスト

## 出身者（大学院文化科学研究科）
- 小川榮太郎 - 文藝評論家
- 岡田知子 - 東京外国語大学教授
- 高橋順一 - 早稲田大学教育学部教授
- 中村誠一 - マヤ考古学者。金沢大学教授。ホンジュラス文化功労章(2006)

## 出身者（大学院経済科学研究科）
- 山田吉彦 - 東海大学海洋学部教授、参議院議員（国民民主党）
- 水野和夫 - 法政大学教授
- 阪口直人 - 衆議院議員（れいわ新選組）
- イム・ソヴァン - 元カンボジア国民議会議員、元カンボジア救国党執行委員長、元カンボジア野党副指導者
- 増島稔 - 内閣府経済社会総合研究所所長、内閣府政策統括官
- 中村比呂志 - ホテル経営　セレクトホテルズグループ　代表　㈱ｴﾌ･ｲｰ･ﾃｨｰｼｽﾃﾑ 代表取締役

## 出身者（大学院理工学研究科）
- 胡桃坂仁志 - 生物学者、東京大学定量生命科学研究所教授、ERATO研究総括
- 根本直人 - 生物学者、進化分子工学者、埼玉大学教授
- 王青躍 - 埼玉大学大学院理工学研究科名誉教授
- 藤野毅 - 埼玉大学大学院理工学研究科教授
- 八木政行 - 新潟大学教育学部教授
- 永井節夫 - 富山大学理学部教授
- 柘植あづみ - 明治学院大学副学長、国際ジェンダー学会会長、山川菊栄賞

## 出身者（大学院政策科学研究科）
- 小沢鋭仁 - 衆議院議員（維新の党）、8期当選、環境大臣、旭日大綬章受章
- ウィチット・チットウィマーン - 元駐デンマークタイ王国大使 、在大阪タイ王国総領事
- 荒木一郎 - 横浜国立大学国際社会科学研究科教授
- 朝野熙彦 - 首都大学東京都市教養学部教授
- 金川幸司 - 静岡県立大学経営情報学部教授
- 浅井澄子 - 明治大学政治経済学部教授

## 出身者（出身学部未確認等）
- 石川哲彦(LindaAI-CUE) - サウンドエンジニア、作曲家
- 岩田次夫 - 同人誌研究家、同人誌評論家、システムエンジニア
- 本田豊 - ジャーナリスト
- ウラニーノ - ロックバンド
- 加地良光 - TVQ九州放送アナウンサー、福岡県小郡市長
- カトキハジメ - メカニックデザイナー、イラストレーター
- 佐々木博史 - 作曲家、編曲家
- 佐野淳哉 - 自転車競技(ロードレース)選手
- 椎野美由貴 - 作家、角川学園小説大賞受賞
- 鈴木健司 - 高知大学人文学部教授、第6回宮沢賢治奨励賞受賞
- 瀧澤信秋 - ホテル評論家、旅行作家
- チン☆パラ - アカペラグループ
- 夏井重雄 - 駐カザフスタン大使、瑞宝中綬章受章
- 三ツ林弥太郎 - 衆議院議員(自由民主党)通算10期、埼玉青年師範学校卒、第43代科学技術庁長官、勲一等旭日大綬章受章
- 荻野六郎 - 衆議院議員（埼玉師範学校卒）
- 加藤睦之介 - 衆議院議員（埼玉師範学校卒）
- 斎藤安雄 - 衆議院議員・貴族院多額納税者議員（埼玉師範学校卒）
- 高橋守平 - 衆議院議員（埼玉師範学校卒）
- 遠山暉男 - 衆議院議員（埼玉師範学校卒）
- 上川香織 - LPSA（日本女子プロ将棋協会）所属の女流棋士
- 鈴木若葉 - 柔道家
- 立川志遊 - 落語家
- 寒空はだか - ピン芸人
- 不可思議/wonderboy - ポエトリーラッパー